# Salangana-gigante
Salangana-gigante (Hydrochous gigas) é uma espécie de ave da família Apodidae. É o único membro do gênero monotípico Hydrochous.  Encontra-se na Malásia, Sumatra e Java, onde os seus habitats naturais são florestas e rios subtropicais ou tropicais húmidos de montanha. Está ameaçado pela perda de habitat.
A andorinha gigante tem a maior envergadura média de todas as andorinhas, com 150 milímetros. É um andorinhão bastante grande que pode crescer até 16 cm de comprimento. A fêmea pesa 35 a 39 gramas, e o macho cerca de 37 gramas. Ao contrário de outros andorinhões, ele constrói seu ninho em uma superfície horizontal plana em vez de moldá-lo contra uma superfície vertical com saliva.

## refs[9]
1. 1 2  BirdLife International (2017). «Hydrochous gigas». Lista Vermelha de Espécies Ameaçadas. 2017: e.T22686485A118858428. doi:10.2305/IUCN.UK.2017-3.RLTS.T22686485A118858428.en. Consultado em 13 de novembro de 2021
2. ↑  Paixão, Paulo (Verão de 2021). «Os Nomes Portugueses das Aves de Todo o Mundo» (PDF) 2.ª ed. A Folha — Boletim da língua portuguesa nas instituições europeias. p. 109. ISSN 1830-7809. Consultado em 13 de janeiro de 2022. Cópia arquivada (PDF) em 23 de abril de 2022
3. ↑  Chantler, Phil (30 de agosto de 2010). Swifts: A Guide to the Swifts and Treeswifts of the World (em inglês). [S.l.]: Bloomsbury Publishing
4. ↑  Beolens, Bo; Watkins, Michael; Grayson, Michael (28 de agosto de 2014). The Eponym Dictionary of Birds (em inglês). [S.l.]: Bloomsbury Publishing
5. ↑  Somadikarta, Soekarja (outubro de 1968). «The giant swiftlet, Collocalia gigas, Hartert and Butler» (PDF). Consultado em 9 de junho de 2017
6. ↑  «Waterfall Swift (Hydrochous gigas)». www.hbw.com (em inglês). Consultado em 9 de junho de 2017
7. ↑  
Lee, Patricia L.M.; Clayton, Dale H.; Griffiths, Richard; Page, Roderic D.M. (9 de julho de 1996). «Does behavior reflect phylogeny in swiftlets (Aves: Apodidae)? A test using cytochrome b mitochondrial DNA sequences». Proceedings of the National Academy of Sciences of the United States of America (em inglês). 93 (14): 7091–7096. ISSN 0027-8424. PMC 38941. PMID 8692950. doi:10.1073/pnas.93.14.7091
8. ↑  Medway, Lord; Wells, D. R. (1 de outubro de 1969). «Dark Orientation by the Giant Swiftlet Collocalia Gigas». Ibis (em inglês). 111 (4): 609–611. ISSN 1474-919X. doi:10.1111/j.1474-919X.1969.tb02570.x
9. ↑  «ITIS Report: Hydrochous». Integrated Taxonomic Information System. Consultado em 11 de agosto de 2014